# Zénon de Rhodes
Zénon de Rhodes est un historien grec de l'Antiquité, né sur l'île de Rhodes en 220 av. J.-C. Il est le spécialiste de la Lycie, de Rhodes et de la naissance de Rome. Son œuvre, abondamment citée par Polybe dans ses Histoires, est aujourd'hui en grande partie perdue et n'existe plus qu'à l'état de fragments archéologiques.

## Biographie

### Ses origines
Il est né à Rhodes en 220 av. J.-C., une ile grecque de la mer Egée qui fut un carrefour de civilisations dans l'antiquité grecque, situé au centre du monde hellénique d'alors.

### Son œuvre
On connait la majorité de son œuvre grâce aux historiens Polybe, Apollonios et dans une certaine mesure Diodore de Sicile. Selon Polybe, il ne constitue pas une source fiable tant la tonalité du discours de Zénon de Rhodes témoigne d'un caractère partial dans son seul ouvrage parvenu jusqu'à nous à l'état de fragment,  les Chronique de Sythaxis ou de Lindos. Toutefois, il en fait mention dans son ouvrage de manière abondante à propos du tremblement de Rhodes.